# 程岭乡
程岭乡，是中华人民共和国安徽省安庆市宿松县下辖的一个乡镇级行政单位。

## 行政区划
程岭乡下辖以下地区：
凿山村、乔木村、杨辛村、橙莲村、龙安村、程岭村、纱帽村和彭桥村。